# モンスンマーノ・テルメ
モンスンマーノ・テルメ (伊: Monsummano Terme) は、イタリア共和国トスカーナ州ピストイア県にある、人口約21,000人の基礎自治体（コムーネ）。

## 地理

### 位置・広がり

#### 隣接コムーネ
隣接するコムーネは以下の通り。
- ラルチャーノ
- ピエーヴェ・ア・ニエーヴォレ
- ポンテ・ブッジャネーゼ
- セッラヴァッレ・ピストイエーゼ

### 気候分類・地震分類
モンスンマーノ・テルメにおけるイタリアの気候分類 (it) および度日は、zona D, 1695 GGである。
また、イタリアの地震リスク階級 (it) では、zona 3 (sismicità bassa) に分類される。

## 行政

### 分離集落
モンスンマーノ・テルメには以下の分離集落（フラツィオーネ）がある。
- Bizzarrino, Cintolese, Grotta Giusti, Grotta Parlanti, Le Case, Monsummano Alto, Montevettolini, Pazzera, Pozzarello, Uggia, Violi

## 観光

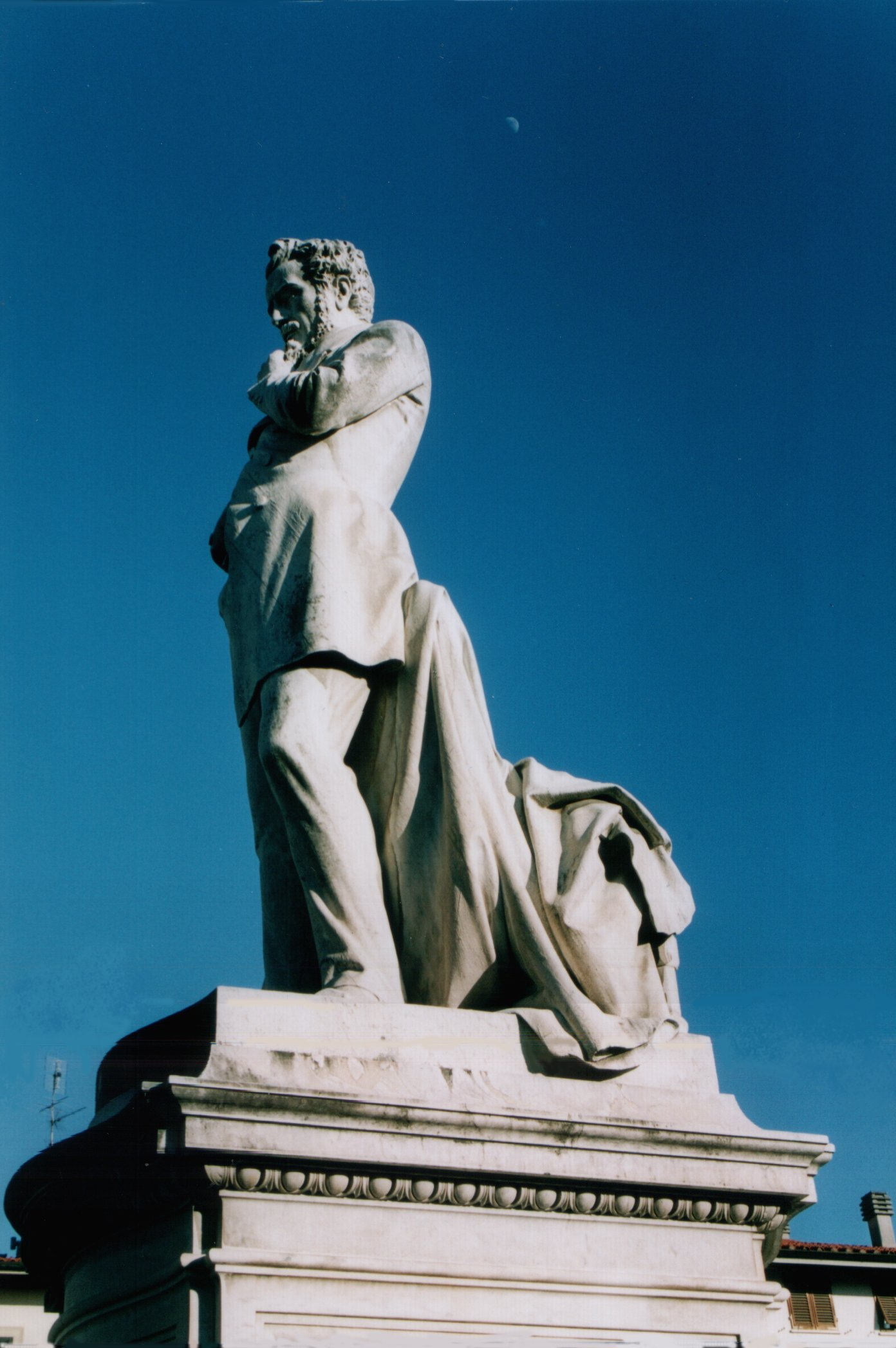
詩人ジュゼッペ・ジュスティのモニュメント
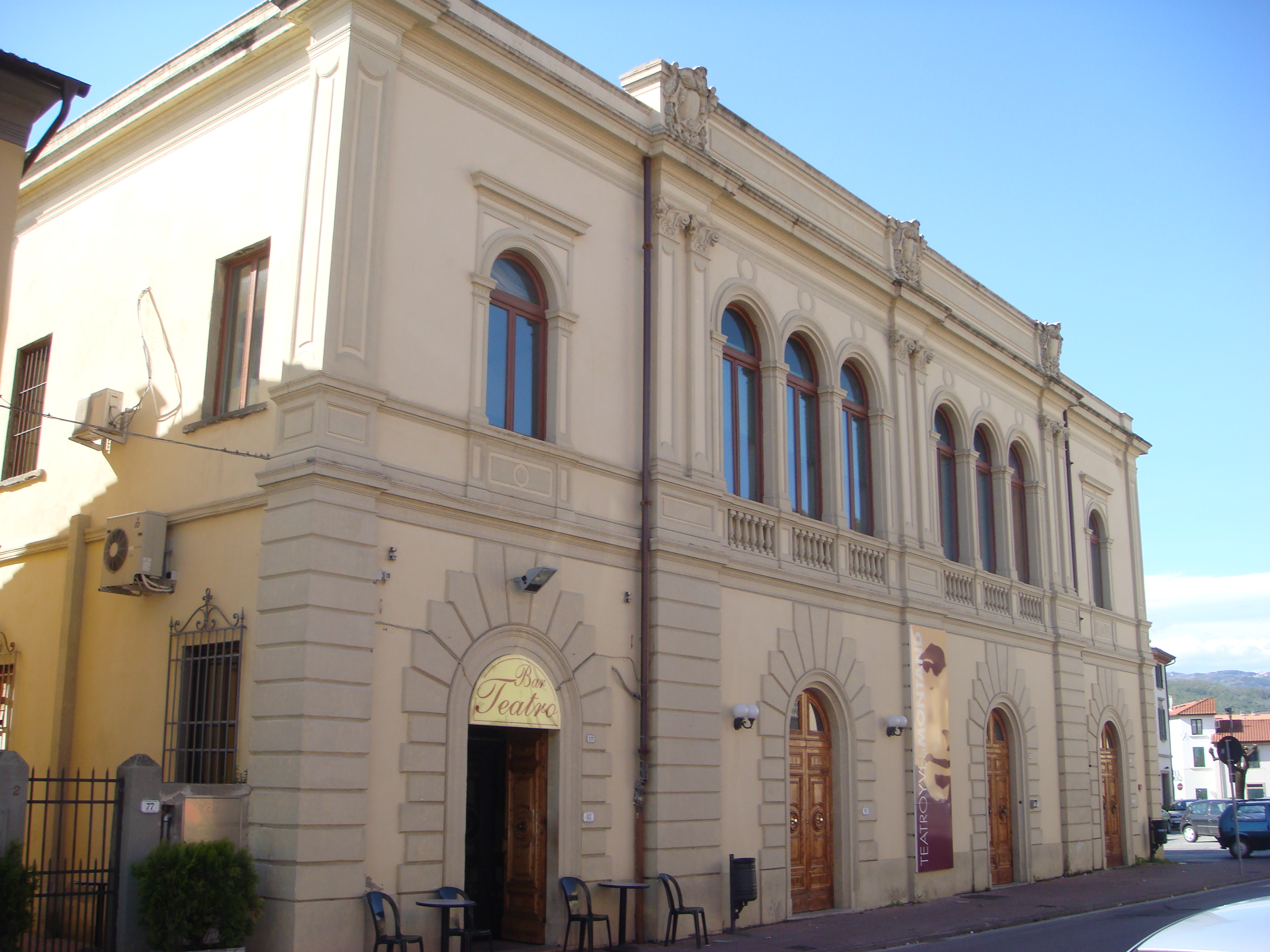
イヴ・モンタン劇場

## 姉妹都市
- デシーヌ＝シャルピュー、フランス

## 出身の人物
- ジュゼッペ・ジュスティ（英語版）（詩人）
- イヴ・モンタン（シャンソン歌手）